# Gastspiel im Paradies
Gastspiel im Paradies ist eine deutsche Filmkomödie aus dem Jahr 1938, die unter der Regie von Karl Hartl entstand. Die Hauptrollen verkörperten Hilde Krahl, Albert Matterstock und Gustav Waldau.

## Handlung
Das Grand Hotel Paradies ist durch die nachlässige Geschäftsführung von Kommerzienrat Dr. Lanken in finanzielle Schieflage geraten. Allein Zuwendungen von ihm an ein notleidendes privates Theater schlagen mit 50.000 Reichsmark (RM) schlagen zu Buche. Aus diesem Grund beauftragt sein Schwiegervater und Inhaber des Hotels (Großvater Schorr) die energische Enkelin Ellen Lanken, die Tochter von Dr. Lanken, mit der alleinigen Leitung des Hotels. Diese konfrontiert ihren Vater in einem gemeinsamen Gespräch mit dem Großvater damit, dass bereits im ersten Jahr Schulden in Höhe von über 180.000 RM zu Buche schlagen. Alle diese Ausgaben würden für die Zukunft eingestellt.
In der neuen Eigenschaft als Hoteldirektorin muss sie sich auch mit den Außenständen der Hotelgäste befassen. Insbesondere eine nicht beglichene Hotelrechnung von 840 RM des Grafen Wetterstein, der zusammen mit seinem Diener im Hotel logiert, findet ihre Aufmerksamkeit. Dieser wird zu Ellen Lanken zitiert und zur Rede gestellt. Trotz der Beteuerung des Grafen, die Schulden in einer Woche zurückzuzahlen, verweist sie Graf Wetterstein des Hotels. Er kann ihr aber noch eine letzte Schonfrist für den Auszug bis nächsten Morgen abringen.
Während eines abendlichen Spaziergangs mit Graf Wetterstein schlägt sie diesem vor, es doch einmal mit einer ehrlichen Arbeit als Chauffeur oder Kellner zu versuchen, als reichen Damen im Hotel den Kopf zu verdrehen. Dies lehnt er erst rundweg ab. Am nächsten Morgen stellt Ellen beim Rundgang durch das Hotel jedoch fest, dass sich Graf Wetterstein als Kellner im Grand Hotel um eine Anstellung beworben hat. Sie nimmt das Angebot an, da sie romantische Gefühle für ihn entwickelt hat. Seinem Diener bietet sie die Position des Hausdieners an.
Graf Wetterstein übt nun die Tätigkeit als Kellner aus und wird dabei von den weiblichen Gästen umschwärmt und angehimmelt. Um den Grafen in ihrer Nähe zu haben, beschließt Ellen ihn zu ihren Assistenten zu machen. Zu diesem Zweck wird in ihrem Direktionszimmer ein weiterer großzügiger Schreibtisch aufgestellt und der Graf nimmt dort die neue Arbeit auf.
Inzwischen stellt sich aber heraus, dass Graf Wetterstein und sein Diener Jean in Wirklichkeit Mitglieder des von Ellens Vater subventionierten Theaters sind. Graf Wetterstein ist dort eigentlich als Regisseur tätig. Von alledem aber hat Ellen keine Kenntnis. Drei weitere Mitglieder des Theaters tauchen im Hotel auf und geben sich gegenüber Ellen als Gläubiger des Grafen aus. Ellen, die sich zwischenzeitlich ernsthaft in den Grafen verliebt hat, händigt ihnen die geforderte Summe von 36.000 RM in bar aus, die von den Mitgliedern für das in Schieflage geratene Theater benötigt werden. Nachdem nunmehr auch die Polizei im Hotel nach Graf Wetterstein fahndet, verlassen er und Diener Jean fluchtartig das Hotel.
Ellen Lanken ist über die plötzliche Abreise von Graf Wetterstein sehr betrübt. Erst nachdem in Hotel eine Einladung mit drei Freikarten des von Dr. Lanken subventionierten Theaters für eine Vorstellung mit dem Titel Gastspiel im Paradies – Eine Komödie frei nach dem Leben eingeht, erkennen sie und ihr Vater bzw. Großvater die Zusammenhänge.
Alle gehen nunmehr am Abend zu der festlichen Premiere des Theaterstücks. Ellen und Graf Wetterstein fallen sich vor der Vorstellung im Theater glücklich über das Wiedersehen in die Arme.

## Produktionsnotizen
Die Dreharbeiten zu Gastspiel im Paradies  fanden von Anfang März 1938 bis Mitte Mai 1938 statt. Die Innenaufnahmen entstanden in den UFA-Ateliers in Neubabelsberg, dem heutigen Studio Babelsberg in Potsdam. Die Außenaufnahmen wurden im Bayreuth (u. a. mit Innenaufnahmen im Alten Theater) und am Eibsee gedreht. Die Uraufführung von Gastspiel im Paradies war am 6. September 1938 im Gloria-Palast in Berlin. Am 3. September 1938 erteilte die nationalsozialistische Filmprüfstelle für den Film die Freigabe „Jugendfrei ab 14 Jahren“.
Die Bauten stammen von dem Filmarchitekten und Szenenbildner Werner Schlichting. Als Regieassistent und Schnittmeister ist Erich Kobler in den Quellen verzeichnet. Die Musik des Films komponierte Anton Profes und die Liedtexte stammen von Ernst Hübner. Die Aufnahmeleitung hatten bei dieser Produktion Herbert Junghanns und Arthur Ullmann.

## Rezeption
„Eine mittellose Schauspielertruppe sucht ein vermögendes Opfer, das die Wiedereröffnung ihres verkrachten Theaters finanzieren soll… Routiniert inszeniertes UFA-Lustspiel.“

„Eher ein Frustspiel als ein Lustspiel.“

„Nachdem die resolute Ellen die Geschäftsführung des Grandhotels Paradies von ihrem Vater übernimmt, schlägt sie einen ganz neuen Kurs ein. […] Kurze Zeit später setzt sie Frauenschwarm Graf Wetterstein auf die Straße […] Als jener im Hotel als Kellner anheuert, verfällt Ellen seinem Charme. Doch dann wird Wetterstein von der Polizei verfolgt und taucht unter. Erst bei einer Theaterpremiere kreuzen sich die Wege der beiden wieder – und Ellen erlebt eine echte Überraschung…“